# Сен-Манвьё-Норре
Сен-Манвьё-Норре́ (фр. Saint-Manvieu-Norrey) — коммуна во Франции, находится в регионе Нижняя Нормандия. Департамент коммуны — Кальвадос. Входит в состав кантона Тийи-сюр-Сёль. Округ коммуны — Кан.
Код INSEE коммуны — 14610.

## Население
Население коммуны на 2010 год составляло 1729 человек.
| 1962 | 1968 | 1975 | 1982 | 1990 | 1999 | 2010 |
| ---- | ---- | ---- | ---- | ---- | ---- | ---- |
| 780  | 839  | 950  | 1031 | 1291 | 1417 | 1729 |

## Экономика
В 2010 году среди 1166 человек трудоспособного возраста (15—64 лет) 885 были экономически активными, 281 — неактивными (показатель активности — 75,9 %, в 1999 году было 71,1 %). Из 885 активных жителей работали 822 человека (432 мужчины и 390 женщин), безработных было 63 (32 мужчины и 31 женщина). Среди 281 неактивных 114 человек были учениками или студентами, 110 — пенсионерами, 57 были неактивными по другим причинам.